# Рејмонд (Илиноис)
Рејмонд (енгл. Raymond) град је у америчкој савезној држави Илиноис.

## Демографија
По попису из 2010. године број становника је 1.006, што је 79 (8,5%) становника више него 2000. године.
| Група             | 2000.       | 2010.       |
| Белци             | 922 (99,5%) | 987 (98,1%) |
| Афроамериканци    | 1 (0,1%)    | 2 (0,2%)    |
| Азијати           | 0 (0,0%)    | 1 (0,1%)    |
| Хиспаноамериканци | 2 (0,2%)    | 6 (0,6%)    |
| Укупно            | 927         | 1.006       |